# Tut das Not
Tut das Not ist eine Deutschpunk-Band aus Backnang, die 1999 aus der Band „Die Törtels“ hervorging. Musikalisch spielt die Band ruhigen Emopunk. Wie schon die Vorgängerband veröffentlichten sie ihre Alben auf Nix-Gut Records; die ersten beiden Alben wurden aus ideologischen Gründen zum Selbstkostenpreis verkauft. Die Band wollte damit ihre Unterstützung für den D.I.Y.-Gedanken zeigen.
Seit ihrer Gründung haben Tut das Not mehr als 80 Konzerte vornehmlich in Süddeutschland, aber auch im Rest Deutschlands, Österreich und der Schweiz gespielt.

## Rezeption
Nachdem ihr zweites Album vom Ox-Fanzine als „nachdenkliche[r] Betroffenheits-Punk, der weiß Gott nicht schlecht ist, der aber auch nicht umhaut“ eingestuft wurde, bescheinigte man ihnen drei Jahre später „auf dem richtigen Weg“ zu sein. Gelobt wurden ihre intellektuellen und kritischen Texte. Demgegenüber stufte das Plastic Bomb die Texte als „gewollt studentisch klingend […]“ und „pseudo-geschwollen […]“ ein.

## Diskografie
- 1999: Fremdwelt (Album)
- 2002: Bildfänger (Album, inkl. CD-ROM Teil)
- 2004: Denkfluchten  (Album)
- 2009: Tiefenrauschen  (Album)